# 梅雅讷-勒克拉普
梅雅讷-勒克拉普（法語：Méjannes-le-Clap，法語發音：[meʒan lə klap]）是法国加尔省的一个市镇，属于阿莱斯区。

## 地理
梅雅讷-勒克拉普（44°13'31"N, 4°20'49"E）面积38.24 平方千米，位于法国奧克西塔尼大區加尔省，该省份为法国南部沿海省份，南端濒地中海，北起顺时针与阿尔代什省、沃克吕兹省、罗讷河口省、埃罗省、阿韦龙省和洛泽尔省接壤。
与梅雅讷-勒克拉普接壤的市镇（或旧市镇、城区）包括：丰叙吕桑、古达尔格、吕桑、蒙克吕、里维耶尔、罗什居德、圣安德烈-德罗克佩尔蒂、圣普里瓦德尚普克洛、塔罗。

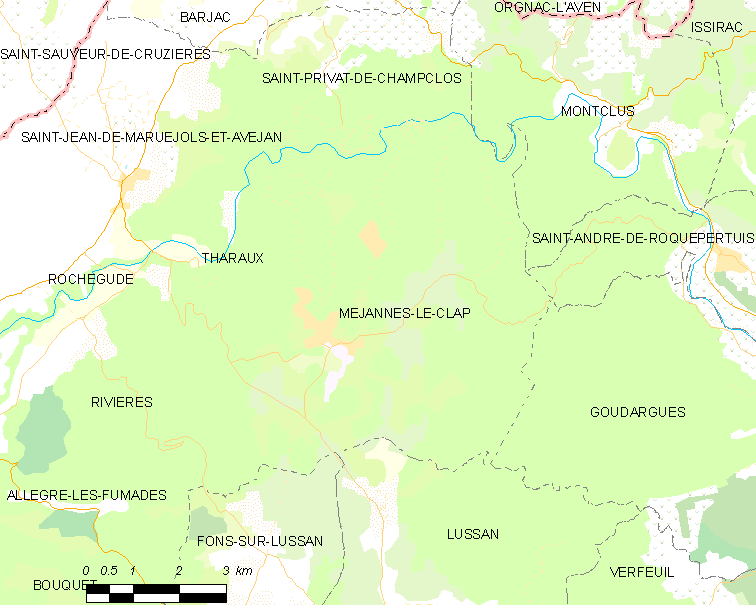
梅雅讷-勒克拉普的OSM定位图

梅雅讷-勒克拉普的时区为UTC+01:00、UTC+02:00（夏令时）。

## 行政
梅雅讷-勒克拉普的邮政编码为30430，INSEE市镇编码为30164。

## 政治
梅雅讷-勒克拉普所属的省级选区为鲁松县。

## 人口

1962-2008年间梅雅讷-勒克拉普人口变化图示

梅雅讷-勒克拉普于2022年1月1日时的人口数量为740人。